# Waleri Nikolajewitsch Tschalidse
Waleri Nikolajewitsch Tschalidse (georgisch ვალერი ჭალიძე; russisch Валерий Николаевич Чалидзе; englische Transkription Valery Chalidze; * 25. November 1938 in Moskau; † 3. Januar 2018 in Benson, Vermont) war ein georgisch-US-amerikanischer Autor und Verleger und früher in der Sowjetunion ein Menschenrechtsaktivist und Dissident.
Tschalidse studierte Physik in Moskau und Tbilisi. Ab der Mitte der 1960er Jahre engagierte er sich in der Sowjetunion für die Menschenrechte. Er gründete das Samizdat-Magazin Die Sozialen Probleme (Obshchestvennye problemy) und gründete 1970 mit Andrei Sacharow und Andrei Twerdoklebow das Moskauer Komitee für Menschenrechte. Nach einer Vorlesungsreise in die USA 1972 wurde Tschalidse die Rückreise verweigert und ihm die sowjetische Staatsbürgerschaft entzogen.
Tschalidse ließ sich in New York City nieder und verlegte in seinem Verlag Khronika Press russischsprachige Bücher und ein Magazin, das Menschenrechtsverletzungen in der Sowjetunion akkurat verzeichnete (Khronika tekushchikh sobytij, The Chronicle of Current Events, Chronik der laufenden Ereignisse). In seinem 1979 gegründeten Verlag Chalidze Publications veröffentlichte er Bücher in russischer und in englischer Sprache, die bis dahin aufgrund der Zensur in der Sowjetunion nicht zugänglich waren, unter anderem auch die Memoiren von Nikita Chruschtschow sowie Bücher über politische Philosophie und Soziologie. Nach seiner Heirat 1981 mit Lisa Leah Barnhardt zog er nach Benson (Vermont), was auch Sitz seiner Verlage wurde.
Tschalidse veröffentlichte auch eigene Werke, zum Beispiel über die sowjetische Dissidentenbewegung (The Soviet Human Rights Movement 1984), Kriminalität in Russland (Criminal Russia – Essays on Crime in the Soviet Union, 1977), über Stalin (Conqueror of Communism, 1981) und Leo Trotzki und Werke von Trotzki selbst aus den Trotzki-Archiven der Harvard University. Tschalidse veröffentlichte auch Bücher über Anwendung des Entropiekonzepts in den Wirtschaftswissenschaften und Neurowissenschaften und Paläolinguistik
1990 veröffentlichte er die erste russische Übersetzung der Federalist Papers im Auftrag der US-Regierung, die dann der US-Präsident George H. W. Bush  dem sowjetischen Präsidenten Gorbatschow als Gastgeschenk überreichte.
1985 wurde er MacArthur Fellow.